# Whitchurch Lock

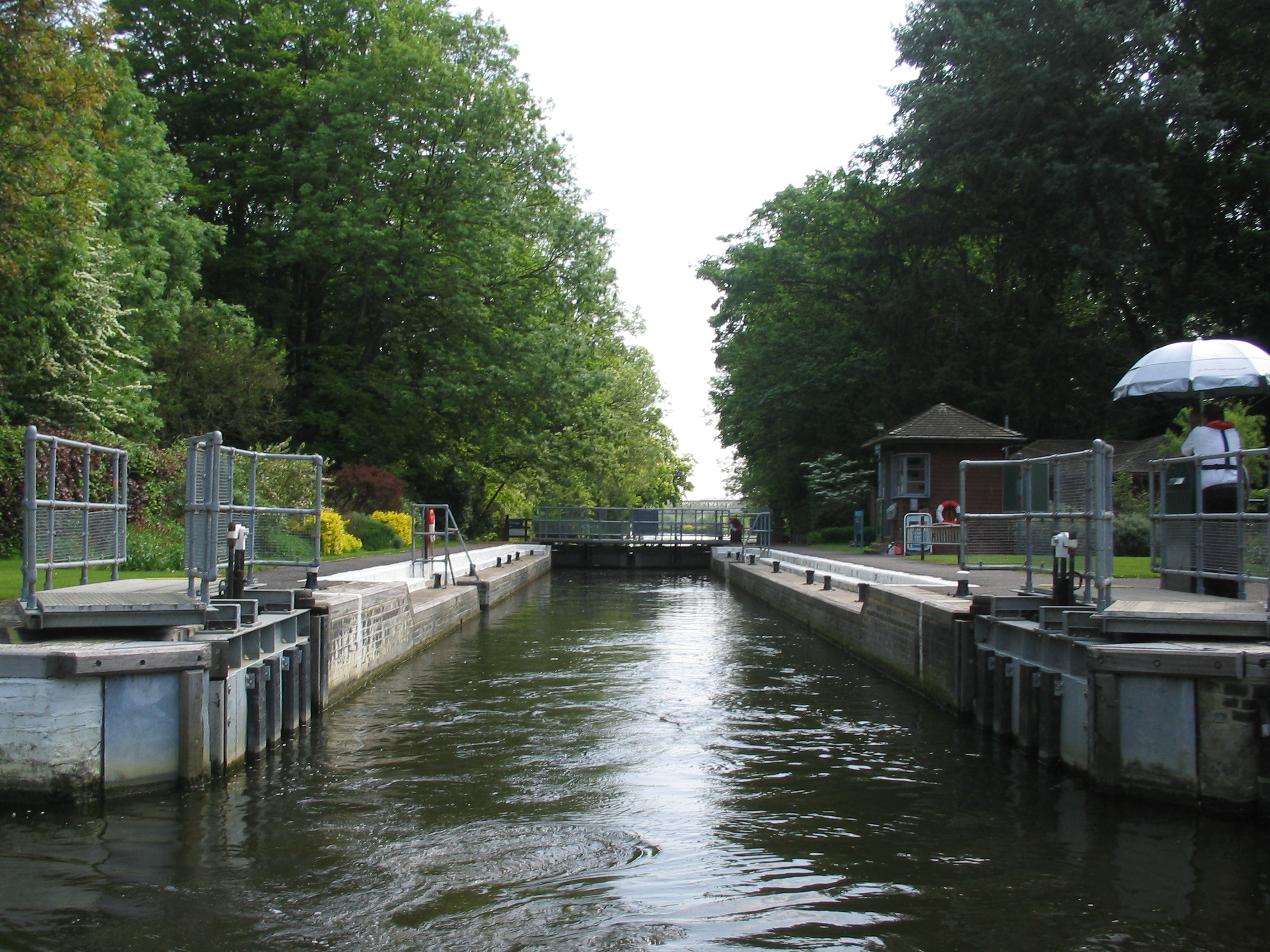
Das Whitchurch Lock

Das Whitchurch Lock ist eine Schleuse in der Themse in England. Sie wurde 1787 von den Thames Navigation Commission gebaut. Sie liegt an einer Insel südlich von Whitchurch-on-Thames in Oxfordshire. Die Schleuse ist die einzige in der Themse, die nur mit dem Boot erreicht werden kann.
Das Wehr quert den Fluss zum in Berkshire gelegenen Ort Pangbourne, wo der River Pang südlich der Schleuse in die Themse mündet.

## Geschichte
Eine Stauschleuse wird erstmals im 16. Jahrhundert bei Whitchurch erwähnt. Auf Zeichnungen ist erkennbar, dass es einen massiven Damm gab, der höher als das übliche Hochwasser des Flusses war. Am südlichen Ende gab es einen Durchlass mit einer Breite von 9,1 m. Durch Tore und Bretter reguliert, konnte der Fluss an dieser Stelle zwischen 0,91 m und 1,22 m fallen. Die eigentliche Durchfahrt lag in der Mitte des Damms und war 7 m breit, was der Standardbreite für alle Stauschleusen in der Themse unterhalb von Abingdon entspricht. Auf der Nordseite des Flusses gab es eine Winde, um die Schiffe gegen den Strom ziehen zu können.
Die Schleuse wurde im Sommer 1787 aus Eichenholz auf der Insel gebaut. Es wurden zuvor andere Standorte erwogen. Die eine Möglichkeit wäre eine Erweiterung des Mühlkanals bei Whitchurch gewesen, die andere eine Schleuse bei Pangbourne. Ein Schleusenwärterhaus wurde 1830 auf der Insel errichtet. Im späten 19. Jahrhundert benutzten die Einheimischen das Wehr zum Überqueren des Flusses, um keine Maut auf der Whitchurch Bridge zahlen zu müssen. Die Schleuse wurde 1876 in Stein gebaut und der Zugang zum Wehr von Pangbourne wurde geschlossen. Der Zugang von Whitchurch zur Schleuse wurde 1888 geschlossen.

## Der Fluss oberhalb der Schleuse
Der Fluss läuft entlang der Chiltern Hills bis zum Goring Gap. Die Gatehampton Railway Bridge liegt in diesem Abschnitt.
Es gab vor dem Bau der heutigen Schleuse noch eine weitere Schleuse in diesem Abschnitt, das Harts Lock, doch dieses wurde aufgegeben und seine Überreste wurden 1910 beseitigt.
Der Themsepfad überquert den Fluss an der Whitchurch Bridge und durchquert den Ort. Dann geht er durch kleine Wälder und erreicht den Fluss in der Höhe der aufgegebenen Harts Lock Schleuse. Von dort folgt er dem Fluss auf der Seite von Oxfordshire bis nach Goring.